# Прядихин, Александр Тимофеевич
Алекса́ндр Тимофе́евич Пряди́хин  (10 сентября 1919 — 9 мая 2006)  — русский художник.

## Биография
- 10 сентября 1919 года родился в деревне Орлань[1] Краснинского района Смоленской области.
- 1939 Окончил Иркутское авиационное училище.
- 1941—1944 Участник Великой Отечественной войны.[2]
- 1943—1945 Учился в Военно-Воздушной Академии им. Жуковского, г. Москва.
- 1949 Окончил художественную студию в г.Ленинграде (руководитель — Александр Деблер).
- 1949—1953 Член Смоленского Товарищества «Всекохудожник».
- 1953—1979 Художник Смоленских художественно-производственных мастерских Худфонда РСФСР.
- 1953—1955 Избирался в состав правления Смоленской организации СХ РСФСР.
- 1965 Член Союза художников СССР (с 1991 г. - член Союза художников России).
- 1976 Награждён Грамотой СХ СССР "За отличную работу".
- 1979 Удостоен Диплома СХ РСФСР "За творческие успехи в развитии советского изобразительного искусства".
- 9 мая 2006 года скончался.

## Творчество
Основное место в творчестве Александра Прядихина занимают многометровые портреты руководства СССР, выполненные по заказу Смоленского отделения Союза Художников СССР для праздничных мероприятий. Вкладом в оформление города служили портреты Дзержинского, Сталина, Ленина, Маркса, Энгельса, Брежнева, Хрущёва, Молотова. Совместно с Виталием Пономаревым, им были созданы портреты наиболее значимых для страны членов политбюро для Смоленского Дома Советов. Среди живописных работ с натуры, нужно выделить портрет Михаила Егорова, портрет матери Гагарина — Анны Тимофеевны Матвеевой.

## Выставки
- С начала 1949 года регулярно участвовал в областных художественных выставках.
- 1955 Зональная выставка, г. Воронеж.
- 1980 V зональная выставка, г. Рязань.
- 1997 Всероссийская выставка, посвященная 850-летию г. Москвы, г. Москва; VIII региональная выставка «Художники Центральных областей России», г. Москва.

Работы художника хранятся в Смоленском музее-заповеднике, находятся в частных коллекциях в России.